# Isosafrol
El isosafrol es un compuesto orgánico que se utiliza en la industria de las fragancias. Estructuralmente, la molécula está relacionada con el fenilpropeno, un tipo de producto químico orgánico aromático. Su aroma recuerda al anís o al regaliz. 

## Origen
Se encuentra en pequeñas cantidades en diversos aceites esenciales, pero es obtenido más comúnmente por isomerización de la planta de aceite del sasafrás, de donde se obtiene también el safrol. El isosafrol ha sido extraído de zanahorias, nabos, perejil, pimienta, semillas de sésamo, nuez moscada, así como también de la planta Dong Quai (Angelica sinensis, Angelica polymorpha).
El isosafrol existe como dos isómeros geométricos, cis y trans del isosafrol. Se conoce que el hongo Cladosporium sphaerospermum puede producir piperonal a partir de isosafrol por biotransformación. El piperonal es un compuesto de gran importancia comercial en la industria de los sabores y las fragancias.

## Importancia farmacológica
Isosafrol es un precursor de la fragancia importante piperonal. También se puede convertir en la droga ilegal MDP2P que a su vez puede transformarse en la droga psicoactiva MDMA (éxtasis). Existen estudios químicos para rastrear las vías químicas y conocer, sobre la base de las impurezas, la sustancia origen: safrol, isosafrol o piperonal.

## Biotransformación
En ratas, tras una dosis de isosafrol, este fue metabolizado por hidroxilación alílica y a través de la vía de epóxido-diol. La desmetilenación que lleva principalmente a la formación de 1,2-dihidroxi-4-propenilbenceno fue, con mucho, la reacción más prominente. Esto fue igualmente cierto con dihidrosafrol que se metaboliza principalmente en 1,2-dihidroxi-4-(1-propil)benceno.

## Carcinogenicidad
El Grupo de Evaluación de la Salud Humana evaluó el isosafrol en cuanto a carcinogenicidad. Según su análisis, el peso de la evidencia para el isosafrol se basa en pruebas suficientes en animales. Como una sustancia el isosafrol se considera probablemente cancerígeno para los seres humanos. Las pruebas de carcinogenicidad están limitadas a animales. El agente no es clasificable en cuanto a carcinogenicidad en seres humanos.
El isosafrol es carcinógeno hepático para el ratón y la rata cuando se administra por vía oral o por vía subcutánea. El dihidrosafrol es carcinogénico para el esófago de la rata después de la administración oral.

### Datos en humanos sobre la carcinogénesis
El hombre puede ingerir pequeñas cantidades de safrol e isosafrol a través de los aceites esenciales en que se producen. No hay datos epidemiológicos disponibles sobre los efectos en la exposición humana.

## Estado legal
Requiere permisos para comprarse o venderse en cantidades significativas en Norteamérica.